# Phytocoris mesillae
Phytocoris mesillae är en insektsart som beskrevs av Knight 1968. Phytocoris mesillae ingår i släktet Phytocoris och familjen ängsskinnbaggar. Inga underarter finns listade i Catalogue of Life.